# Estigmene takanoi
Estigmene takanoi là một loài bướm đêm thuộc phân họ Arctiinae, họ Erebidae.